# Georg Frantz
Georg Frantz (* 4. Dezember 1899 in Ückeritz; † nach 1965) war ein deutscher Reichsgerichtsrat.

## Leben
Er war der Sohn eines staatlichen Försters. Seine Konfession war evangelisch. 1918/1919 nahm er an Grenzschutzkämpfen teil und hatte eine Kriegsdienstbeschädigung. Er legte 1922 die erste Staatsprüfung in Stettin mit „gut“, die zweite 1925 in Berlin ebenfalls mit „gut“ ab. Im selben Jahr wurde er Rechtsanwalt am Amts- und Landgericht Stettin. Er wurde promoviert. Zum 1. Oktober 1932 trat er der NSDAP bei (Mitgliedsnummer 1.350.547). Am 1. August 1933 wurde er Landgerichtsrat in Stettin und zwei Monate später Oberlandesgerichtsrat in Stettin. 1937 wurde er Hilfsrichter beim Reichsgericht und acht Monate später Reichsgerichtsrat. Er war im IV. Zivilsenat des Reichsgerichts tätig.
Nach 1945 war er ständiger Mitarbeiter der Zeitschrift für das gesamte Familienrecht und Rechtsanwalt in Lübeck.

## Mitgliedschaften
- 1927–1932 Stahlhelm
- 1930/31 DNVP
- 1932 NSDAP (Gaufachredner)
- 1933 NSRB, RDB
- 1934 Förderndes Mitglied der SS, NSV
- 1938 VDK

## Werke
- Richtung und Grundgedanken der reichsgerichtlichen Rechtsprechung zum Ehegesetz, DR 1941, S. 1028
- Rechtsprechung in Abstammungsstreitigkeiten, DR 1941, S. 1973
- Die weitere Entwicklung der Rechtsprechung in Abstammungsstreitigkeiten, DR 1942, S. 820
- Zur Rechtsprechung des RG auf familienrechtlichem Gebiet, NJW 1949, S. 448
- Zur Abstammungsfeststellungsklage, DRiZ 1955, 282